# Farmacevtski vestnik
Farmacevtski vestnik je slovensko farmacevtsko glasilo, ki ga izdaja Slovensko farmacevtsko društvo.  Odgovorni urednik glasila je Borut Štrukelj, glavna urednica pa Nina Kočevar Glavač.
Glasilo je začelo izhajati ob ustanovitvi društva leta 1950. Prvotna naklada je bila 400 izvodov, sedanja pa znaša 32.000 izvodov. Prva urednica je bila Nevina Prevec (1950–1957), poleg nje še Fedor Pahor, Ivan Hubad, Albin Podvršič; 
Aleš Krbavčič je bil glavni urednik kar 30 let (1970–2000), nato mdr. Mitja Kos, od 2010 Petra Slanc Može.

## Članki

### Navodila za avtorje
Za objavo članka v reviji Farmacevtski vestnik je treba upoštevati določena pravila in navodila. Zahtevano je, da se strokovni in znanstveni članki ter drugi prispevki objavljajo v slovenskem jeziku, po dogovoru z uredništvom izjemoma tudi v angleščini.
Avtorji članke pošljejo po elektronski pošti, skupaj z spremnim dopisom in izjavo, s katero potrjujejo, da prispevek še ni bil objavljen ali poslan v objavo v drugo revijo. Vsak članek, ki ga uredništvo prejme, ga takoj pošlje najmanj dvema strokovnjakoma, ki se spoznata na področje, o katerem članek govori. Strokovnjaka tako ocenita, ali je članek primeren za objavo v Farmacevtskem vestniku.

## Slovensko farmacevtsko društvo
Leta 1950 so farmacevti ustanovili Slovensko farmacevtsko društvo (SFD). Od takrat izhaja Farmacevtski vestnik, strokovno glasilo slovenske farmacije. Že od začetka delovanja društva se njegovi člani združujejo v posamezne regionalne podružnice in sekcije po strokovnem interesu. Danes aktivnosti potekajo v 9 podružnicah in 12 sekcijah. Slovensko farmacevtsko društvo podeljuje članom društvena priznanja: Minařikovo odličje za izjemne dosežke v stroki od leta 1975, Minařikova priznanja zaslužnim članom od leta 1990 in priznanje častni član in pohvale.
Prvi predsednik društva je postal Dušan Karba; v društvo je danes že vključenih več kot 3000 članov. 